# Draaga
Draaga è un personaggio alieno immaginario nell'Universo DC. Comparve per la prima volta in Superman dal n. 28 al n. 32 nella storia del 1989 dal titolo "Gladiatore".

## Storia del personaggio
Nella storia "Gladiatore", Superman, che si era autoimposto un esilio dalla Terra a causa di alcuni problemi mentali di cui soffriva all'epoca, fu costretto dal criminale spaziale Mongul a partecipare alle sue gare in veste di gladiatore. Draaga era il campione imbattuto della competizione, ma Superman lo sconfisse, rifiutando però di ucciderlo. Questo sconcertò Draaga, il cui codice d'onore prevedeva per lui una rivincita contro Superman, sebbene successivamente finì per rispettare il supereroe. Dopo che Mongul fu deposto da Superman, gli alieni che controllavano il Pianeta della Guerra scelsero Draaga come nuovo leader.
Infine Draaga abbandonò la sua nuova posizione per andare alla ricerca di Superman. Nel suo viaggio trovò alcuni frammenti della tuta dell'eroe (fatti a brandelli durante la sua permanenza sul Pianeta della Guerra), che egli indossò come omaggio al guerriero che lo aveva sconfitto. Dopo aver preso un "taxi spaziale" arrivò sulla Terra e si scontrò con Superman in un combattimento mortale. Superman, all'epoca sotto l'influsso dell'Eradicatore (un artefatto kryptoniano), combatté Draaga a New York e sulla Luna, e stava per dargli il colpo finale quando fu teletrasportato via dal combattimento dal Professor Hamilton. Draaga fu trascinato via, incosciente, dall'autista del "taxi spaziale", che si preoccupò di racimolare la sua tariffa.
Draaga ritornò nella storia "Panic in the Sky" dove fu assoldato da Maxima per uccidere Superman. Il Superman che incontrò era in realtà la Supergirl Matrice con le sembianze di Superman, che perse contro Draaga su un asteroide. La seconda volta, Draaga perse sul Pianeta della Guerra in una competizione tenuta da Brainiac. Successivamente, Draaga si unì a Superman in un combattimento contro Brainiac per riavere il suo onore. Fu ucciso mentre saltava su un dispositivo anti-vita organico anti-materiale creato da Brainiac e seppellito sotto il Cleric, l'asteroide su cui si batté contro Supergirl. La mutaforma Matrice onorò Draaga per il resto della battaglia contro Brainiac adottando le sue sembianze.

## Poteri e abilità
Draaga possiede la super forza ed una super resistenza ai danni. La sua forza è quasi pari a quella di Superman.

## Comparse in altri media
Draaga comparve nell'episodio "Il pianeta della guerra", della serie animata Justice League, adattamento animato della storia "Gladiatore".